# Ultra Music Festival
Ultra Music Festival (viết tắt là UMF) là một lễ hội âm nhạc điện tử hàng năm diễn ra vào tháng 3 tại thành phố Miami, Florida. Lễ hội được thành lập vào năm 1999 bởi Russell Faibisch và Alex Omes và được đặt tên theo tên album Depeche Mode 1997, Ultra.
Ultra Music Festival được tổ chức tại Khu thương mại Miami ở công viên Bayfront. Từ 1999 - 2006 lễ hội chỉ được tổ chức trong 1 ngày nhưng từ năm 2007 - 2010, lễ hội đã dược tổ chức trong 2 ngày. Từ năm 2011, Ultra được tổ chức trong ba ngày (từ thứ sáu đến chủ nhật) trong một tuần của tháng 3. Năm 2012, đã có 155.000 người tham gia lẽ hội. Năm 2013, lần đầu tiên lễ hội được tổ chức trong 2 tuần liên tiếp và chào đón sự tham dự của 330.000 người. Năm 2014, lễ hội chỉ tổ chức trong 1 tuần và vé được bán hết trong chưa đầy 5 phút. Năm 2016, Ultra chào đón 165.000 người tham gia, nhiều nhất trong lịch sử lễ hội.
Vào năm 2016, Ultra Music Festival có 7 sân khấu tại Bayfront Park bao gồm Main Stage, Live stage, MegaStructure, Worldwide, UMF Radio, Resistance, và Oasis. Mặc dù có cùng tên nhưng Ultra Music Festival không có liên quan trực tiếp với Ultra Records, một hãng thu âm nhạc điện tử. Tuy nhiên, hai tổ chức đã công bố một "liên minh toàn cầu" vào tháng 8 năm 2012, cho phép họ hợp tác về tiếp thị và quảng bá chéo. Các lễ hội và sự kiện Ultra Worldwide khác diễn ra trên khắp thế giới tại các địa điểm như Cape Town & Johannesburg, South Africa; Ibiza; Seoul; Tokyo; Hvar, Split; Atyrau; Rio de Janeiro; và nhiều địa điểm khác. Phiên bản lần thứ 20 của Ultra Music Festival diễn ra vào ngày 23-25 tháng 3 năm 2018.

## Lịch sử

### The Beach (1999-2000)
Ultra Music Festival được thành lập và sản xuất vào năm 1999 bởi Russell Faibisch và Alex Omes. Lễ hội đầu tiên được tổ chức trong ngày vào ngày 13 tháng 3 năm 1999. Các nghệ sĩ tại lễ hội đầu tiên của Ultra bao gồm Paul van Dyk, Rabbit on the Moon, Josh Wink và DJ Baby Anne. Lễ hội âm nhạc Ultra Beach đầu tiên được tổ chức tại Collins Park ở Miami Beach và đã gây được chú ý với khoảng 10.000 khán giả tham dự. Tuy nhiên, Faibisch và Omes bị lỗ từ 10.000 đô la đến 20.000 đô la trong năm khai mạc lễ hội.
Dù vậy, vào tháng 3 năm 2000, lễ hội đã trở lại Công viên Collins của South Beach và thành công hơn nữa. Lễ hội đã được đổi mới vào năm thứ ba tổ chức.

### Tăng trưởng
Do sự gia tăng số lượng khán giả từ 1999 đến 2000, các nhà tổ chức lễ hội đã quyết định chuyển đến Bayfront Park ở Downtown Miami để tổ chức sự kiện thường niên thứ ba của Ultra vào năm 2001. Liên hoan âm nhạc Ultra tiếp tục mang những tên tuổi lớn nhất trong làng nhạc điện tử đến Miami với các buổi trình diễn của Robin Fox, Tiësto, EC Twins, Paul van Dyk, Paul Oakenfold, Sander Kleinenberg, Photek, Josh Wink, DJ Craze, Pete Tong, Erick Morillo và Rabbit in the Moon từ năm 2001 đến năm 2005. Năm 2005, Fabisch gặp Adam Russakoff, người từng là giám đốc điều hành, giám đốc kinh doanh cho Ultra Music Festival và Ultra Worldwide. Năm 2005 cũng là năm mà Carl Cox và Ultra hợp tác để tổ chức Carl Cox and Friends Arena, trước đây gọi là Carl Cox Global Arena, từng là trụ cột của Ultra Music Festival trong suốt 12 năm qua. Với lượng khán giả tham gia khổng lồ năm 2005, lễ hội lại được chuyển đến một địa điểm khác, Công viên Bicentennial vào năm 2006. Năm 2007, lễ hội lần đầu tiên tổ chức trong 2 ngày tại Công viên Bicentennial với hơn 50.000 khán giả tham dự buổi hòa nhạc, đó là một kỷ lục khác tại thời điểm đó. Lễ hội kỷ niệm 10 năm diễn ra vào ngày 28-29 tháng 3 năm 2008 với sự trình diễn của Tiësto, Underworld, Justice, Paul van Dyk, Carl Cox, Armin van Buuren, MSTRKRFT, deadmau5, Annie Mac, Eric Prydz, Ferry Corsten, Calvin Harris, Moby, The Crystal Method, Boys Noize, Benny Benassi, Armand van Helden, The Bravery, David Guetta, và nhiều nghệ sĩ khác.

### 2009
Với sự tham dự của hơn 70.000 người, UMF đã lập kỷ lục mới cho City of Miami về số lượng vé bán ra tại một sự kiện duy nhất. Phiên bản thứ 11 hàng năm của liên hoan diễn ra vào ngày 27-28 tháng 3 năm 2009 - bao gồm nhiều hoạt động và các ban nhạc sống với các nghệ sĩ như The Black Eyed Peas, The Prodigy, The Ting Tings, Santigold, Crystal Castles, The Whip và Perry Farrell. Phiên bản thứ 12 của Ultra diễn ra từ ngày 26 đến 27 tháng 3 năm 2010, với các màn trình diễn độc quyền từ Tiësto, deadmau5, Groove Armada, Orbital, Little Boots, Sasha & Digweed, Above & Beyond, Armin van Buuren, Carl Cox, Swedish House Mafia và The Bloody Beetroots. Mỗi màn diễn bao gồm hiệu ứng ánh sáng bởi VJs Vello Virkhaus, Psyberpixie và Cozer.

### 2011

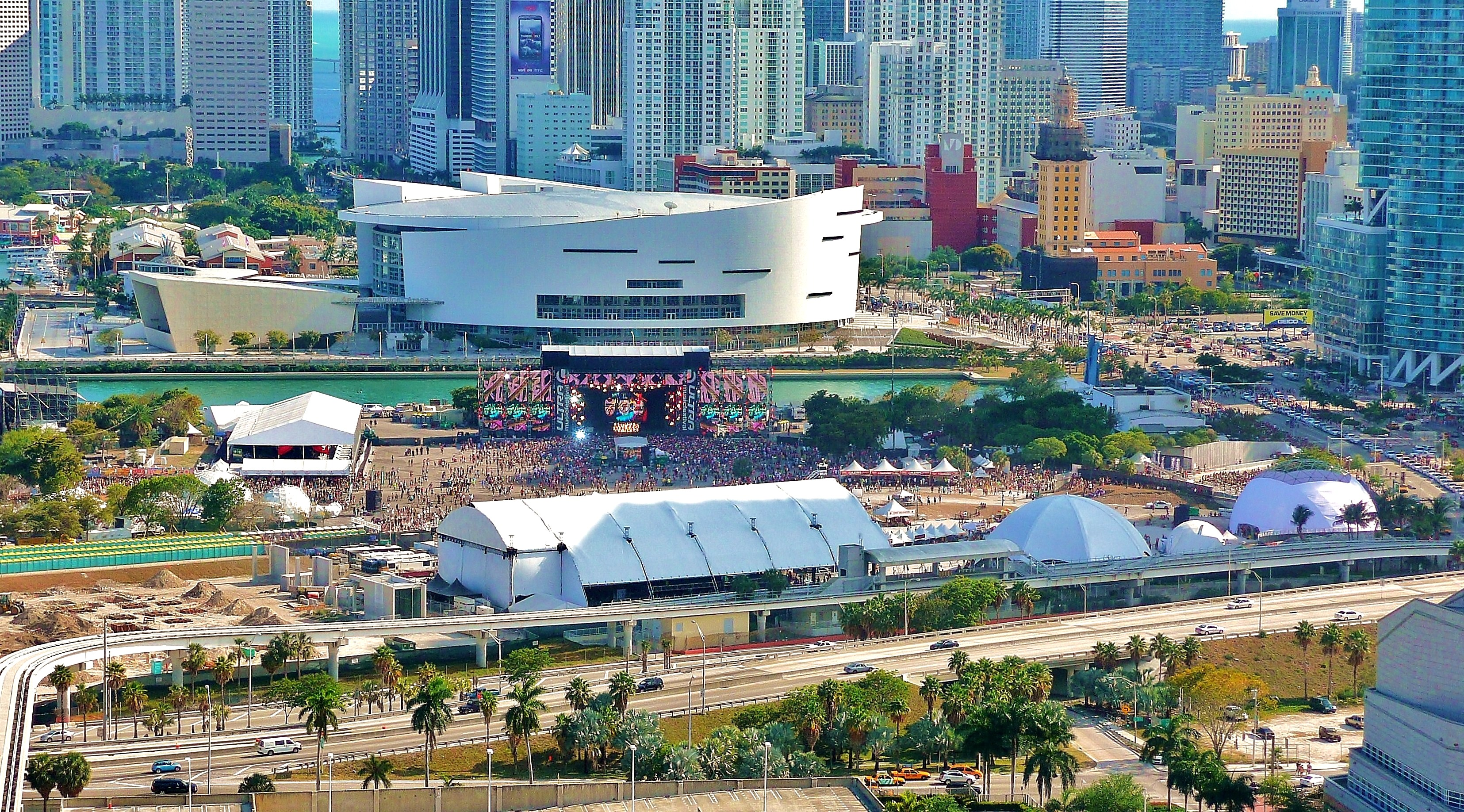
Ultra Music Festival 2011

Năm 2011, lễ hội đã bán hết vé lần đầu tiên với hơn 100.000 người tham dự. Ultra Music Festival tổ chức trong ba ngày, từ 25-27 tháng 7 năm 2011. Cũng tại lễ hội năm 2011, Armin van Buuren đã ra mắt sân khấu dành cho chương trình radio A State of Trance, kỷ niệm 500 tập. Giống như Arena Carl Cox & Friends, A State of Trance tiếp tục là trụ cột của Ultra Music Festival, diễn ra vào ngày thứ ba của lễ hội mỗi năm. A State of Trance 500 gồm các nghệ sĩ như Ferry Corsten, Markus Schulz, ATB, Cosmic Gate, Gareth Emery, Sander van Doorn, Alex M.O.R.P.H., và nhiều nghệ sĩ khác.

### 2012
Phiên bản UMF thứ 14 đã được tổ chức từ 23-25 tháng 3 năm 2012. Do xây dựng Bảo tàng Nghệ thuật Miami tại Công viên Bicentennial, sự kiện đã được chuyển về công viên Bayfront lần đầu tiên từ năm 2005.
Vé của UMF được bán hết trong vòng vài giây. Ngay sau đó, giá bán vé tăng từ $ 149 lên $ 229. Ultra 2012 có sự tham gia của Kraftwerk, Bassnectar, Justice, Avicii, Fatboy Slim, Wolfgang Gartner, Richie Hawtin, Skrillex, Pretty Lights, M83, Duck Sauce, Kaskade, và nhiều nghệ sĩ khác. Madonna đã có một sự xuất hiện bất ngờ đặc biệt trong đêm nhạc của Avicii diễn ra vào đêm thứ hai của Ultra 2012. Đây là ngày sau khi phát hành album quốc tế thứ hai của "Nữ hoàng nhạc Pop", MDNA. Năm 2012 cũng là năm mà UMF ra mắt chương trình truyền hình trực tuyến Ultra LIVE.

### 2013
Để kỉ niệm 15 năm, Ultra Music Festival 2013 được tổ chức trong hai  tuần, 15-17 tháng 3 năm 2013 và 22-24 tháng 3 năm 2013. Kế hoạch được công bố chính thức vào tháng 1 năm 2013, xác nhận sự xuất hiện của David Guetta, deadmau5 và Tiësto vào cả hai tuần, cùng với Swedish House Mafia. Các nghệ sĩ khác trong Ultra 2013 bao gồm Afrojack, Calvin Harris, Richie Hawtin, Boys Noize, Carl Cox, Armin van Buuren, Alesso, Dog Blood (a project between Skrillex and Boys Noize), Luciano, Snoop Dogg, The Weeknd, Martin Solveig, Zedd, và nhiều nghệ sĩ khác.
Vào ngày 7 tháng 1 năm 2013, sau khi các nhà tổ chức yêu cầu làm thêm đường cho sự kiện, ủy ban Miami Marc Sarnoff đề xuất một nghị quyết không cho phép tổ chức tuần thứ hai. Sarnoff tin rằng cho phép tổ chức sự kiện 2 tuần sẽ gây trở ngại cho cộng đồng doanh nghiệp địa phương và người dân khu vực do tiếng ồn, hành vi phiền toái của người tham dự lễ hội, và ảnh hưởng tới lưới điện địa phương, bất kể Ultra đã đóng góp $79 triệu trong năm trước cho Miami. Hội đồng thành phố đã bỏ phiếu tán thành việc cho phép tổ chức tuần thứ hai vào ngày 10 tháng 1 năm 2013, thu phí cảnh sát và cứu hỏa của lễ hội.
Ultra Music Festival lập kỉ lục mới, chào đón tổng cộng 330,000 người tham gia trong suốt hai tuần.

### 2014

Ultra Music Festival 2014

Năm 2014, lễ hội đã tổ chức trong 1 tuần, diễn ra trong khoảng thời gian 28-30 tháng 7 năm 2014. Kế hoạch được công bố vào tháng 12 năm 2013, xác nhận các sự xuất hiện của các nhân vật chính bao gồm Armin van Buuren, Afrojack, Carl Cox, David Guetta, Hardwell, Fedde Le Grand, Krewella, Martin Garrix, New World Punx, Nicky Romero, Tiësto, và Zedd. Sau khi được chẩn đoán mắc bệnh về túi mật và phải trở lại Thụy Điển để phẫu thuật, deadmau5 đã thay thế Avicii vào đêm diễn chính.
Các buổi trình diễn đáng chú ý trong suốt lễ hội bao gồm buổi ra mắt của Eric Prydz "Holo", sự ra mắt dự án phụ mới của Diplo và Skrillex Jack Ü, buổi diễn của Above & Beyond đã bị gián đoạn bởi một cơn mưa bão. Armin van Buuren và Benno de Goeji ra mắt Gaia in the A State of Trance Arena và deadmau5 "troll" khán giả trong suốt màn diễn của anh với bản remix "Animals" của Martin Garrix lồng vào bài hát cổ điển của trẻ em "Old McDonald Had a Farm."
Vào ngày thứ sáu của lễ hội, một nhân viên an ninh đã bị thương tích nghiêm trọng khi bị đám đông vượt rào giẫm đạp.

### 2015

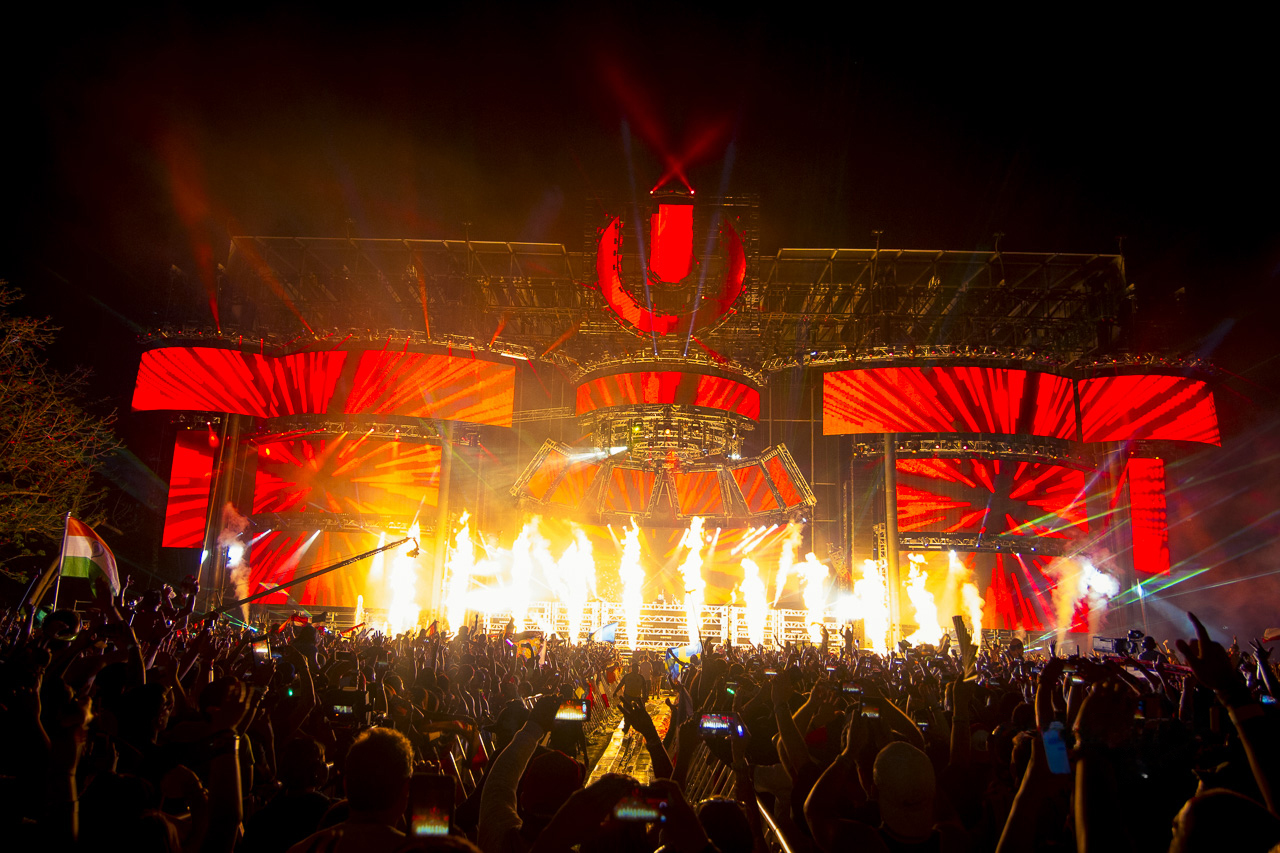
Ultra Music Festival 2015

#### Chuẩn bị
Sau vụ thảm sát vào năm 2014, một số người lo lắng Ultra có đảm bảo an toàn không; Tuy nhiên, các nhà tổ chức vẫn tuyên bố rằng Ultra 2015 sẽ được tổ chức từ ngày 27 đến ngày 29 tháng 5 năm 2015. Các nhà tổ chức cũng đã công bố kế hoạch xem xét toàn diện về các thỏa thuận an ninh của lễ hội với sự tham gia của Sở cảnh sát Miami. Sau vụ việc, thị trưởng thành phố Miami, Tomás Pedro Regalado, gợi ý rằng vụ việc này có thể coi là vi phạm hợp đồng của các nhà tổ chức với thành phố, điều này sẽ cản trở Ultra được tổ chức tại Miami.
Trong một cuộc họp vào ngày 24 tháng 4 năm 2014, các ủy viên Miami đã bỏ phiếu 4-1 chống lại việc cấm lễ hội, cho phép Ultra tổ chức tại trung tâm thành phố Miami trong năm 2015. Marc Sarnoff, một ủy viên duy nhất bỏ phiếu ủng hộ lệnh cấm Ultra, đã đưa ra cảnh hành vi khiêu dâm của những người tham dự vào các năm trước và cho rằng sự kiện này đã làm ảnh hưởng đến chất lượng cuộc sống của cư dân thành phố vì họ đang bị quấy rối bởi khách tham quan. Các ủy viên còn lại ủng hộ sự hiện diện của lễ hội vì những ảnh hưởng kinh tế tích cực cho Miami. Tuy nhiên, sự chấp thuận được đưa ra với điều kiện là các nhà tổ chức phải đưa ra biện pháp để giải quyết vấn đề an ninh, sử dụng ma túy và hành vi khiêu dâm của người tham dự. Trong một động thái liên quan, các nhà tổ chức tuyên bố vào tháng 9 năm 2014 rằng Ultra sẽ không còn cho phép trẻ vị thành niên tham dự, để cải thiện sự an toàn của những người tham dự.
Vào ngày 12 tháng 1 năm 2015, đồng sáng lập Ultra, Alex Omes, (đã rời khỏi tổ chức vào năm 2010), được phát hiện là đã chết ở tuổi 43. Nguyên nhân cái chết không được công bố.

#### Tổ chức
Nghệ sĩ tham gia năm 2015 bao gồm Andrew Bayer, Andy C, Axwell, Dash Berlin, Dirty South, Eric Prydz, Galantis, Hardwell, Hot Since 82, Martin Garrix, Sebastian Ingrosso, Steve Angello, Zeds Dead, và nhiều nghệ sĩ khác. Sự kiện chính thức khép lại với màn diễn của Skrillex, sau đó là Diplo và Jack Ü kết hợp với các giọng ca khách mời như CL ("Dirty Vibe", "MTBD"), Kiesza ("Take Ü There"), Sean Combs và Justin Bieber với đĩa đơn mới của Jack Ü " Where Are Ü Now ". Trang web trò chơi video trực tuyến Twitch đã tiếp nhận chủ đề trang web chính thức của lễ hội.
Một khu vực sân khấu mới được gọi là Resistance cũng đã được giới thiệu vào năm 2015, trong đó tập trung vào các nhạc sĩ điện tử "ngầm" ít được biết đến với các thể loại như deep house, techno, và sân khấu 360 độ gọi là "Afterburner", được thiết kế bởi Arcadia Spectacular của Anh.

### 2016
Danh sách ban đầu của UMF 2016, được tổ chức từ ngày 18 đến 20 tháng 5 năm 2016 được công bố vào ngày 16 tháng 12 năm 2015 xác nhận sự có mặt của Rabbit in the Moon, Pendulum, với các nghệ sĩ chính như Afrojack, Avicii, Carl Cox, Die Antwoord, Dubfire, Eric Prydz, Hardwell, Kaskade, Kygo, Miike Snow, Nero, Purity Ring, Tycho, và nhiều nghệ sĩ khác. Phần còn lại của kế hoạch được công bố vào tháng 2 năm 2016, bao gồm AlunaGeorge, Andrew Rayel, The Chainsmokers, Crystal Castles, deadmau5, Galantis, Laidback Luke, Marshmello, Richie Hawtin, Sam Feldt, DJ Snake, Steve Angello, và Tchami. Vé được bán hết vào ngày 21 tháng 1 năm 2016.
Do thành viên của ban nhạc Maxim không thể tham dự vì các vấn đề y tế, The Prodigy đã hủy bỏ buổi trình diễn đêm thứ Bảy. Deadmau5 đã thay họ trình diễn, cùng với màn biểu diễn A State of Trance đã được lên lịch vào Chủ nhật. Pendulum đã chính thức kết thúc lễ hội vào tối chủ nhật và có sự xuất hiện của khách mời Tom Morello. Màn diễn Resistance cũng trở lại, trong đó có "Spider" của Arcadia Spectacular.
Vào tháng 4 năm 2016, DJ Mag công bố Ultra Music Festival là lễ hội nhạc điện tử hàng đầu thế giới theo kết quả từ cuộc khảo sát độc giả.

### 2017
Ngay sau khi kết thúc UMF 2016, UMF 2017 đã được thông báo sẽ được tổ chức từ ngày 24-26 tháng 3 năm 2017. Vé chính thức được bán vào ngày 4 tháng 10 năm 2016 và đã được bán hết vào ngày 24 tháng 1 năm 2017.
Màn diễn đầu của UMF  2017 đã được công bố vào ngày 17 tháng 11 năm 2016, bao gồm Ice Cube, Justice, Major Lazer, The Prodigy, Underworld, and headlining DJ acts Above & Beyond, Afrojack, Armin van Buuren, Axwell Λ Ingrosso, Carl Cox, Dash Berlin, David Guetta, DJ Snake, Dubfire, Hardwell, Jamie Jones, Joseph Capriati, Maceo Plex, Marco Carola, Martin Garrix, Sasha & John Digweed, Steve Aoki, Tale of Us, và Tiesto.
Màn diễn đầu tiên của nghệ sĩ cho Resistance được công bố vào ngày 3 tháng 12 năm 2017. Các nghệ sĩ bao gồm: Black Coffee, Chris Liebing, Eats Everything, Kolsch, The Martinez Brothers, Technasia, và nhiều nghệ sĩ khác.  Cũng thông báo rằng Resistance sẽ tiếp quản MegaStructure (trước đây gọi là Carl Cox & Friends).
Ultra Music Festival 2017 đã được bắt đầu vào ngày 9 tháng 2 năm 2017, bổ sung thêm Adventure Club, Alan Walker, Barclay Crenshaw, Cedric Gervais, Don Diablo, Ferry Costen, Jai Wolf, Laidback Luke, Rezz, Robin Schulz, Sam Feldt, Showtek, Slushii, Sunnery James và Ryan Marciano, Tchami, Vini Vici, và nhiều nghệ sĩ khác.e=Ultra Music Festival announces Phase 2 of 2017 lineup - Dancing Astronaut|website=www.dancingastronaut.com|language=en|access-date = ngày 10 tháng 4 năm 2017}}</ref> Màn diễn 3 và cũng là cuối cùng được công bố vào ngày 9 tháng 3 năm 2017; Major Lazer, Axwell Λ Ingrosso và DJ Snake đã được lên kế hoạch khép lại sân khấu vào đêm thứ nhất, thứ 2 và cuối cùng.
Các điểm nổi bật của UMF 2017 bao gồm hai buổi diễn của OWSLA và các nghệ sĩ nhãn hiệu Mad Dekent tại Sân khấu Radio UMF, Afrojack đưa David Guetta lên sân khấu cho buổi diễn mở rộng của anh tại sân khấu Radio UMF, Sasha & John Digweed trở lại UMF trong MegaStructure lần đầu tiên kể từ năm 2010, Steve Aoki cùng với cựu thành viên One Direction Louis Tomlinson biểu diễn ca khúc "Just Hold On", Axwell & Ingrosso khép lại sân khấu chính ngày thứ 2, DJ Snake cùng ca khúc Future đã kết thúc lễ hội.

### 2018
Vào cuối năm 2017, Ultra đã thông báo rằng UMF 2018 sẽ được tổ chức từ ngày 23 đến 25 tháng 3. Phiên bản năm 2018 sẽ kỷ niệm 20 năm UMF.

## Số người tham dự
| Năm         | Số người tham dự | Địa điểm                                 |
| ----------- | ---------------- | ---------------------------------------- |
| 1999 - 2000 | 10,000           | Bãi biển phía Nam, Miami                 |
| 2001        | 21,000           | Công viên Bayfront, Khu thương mại Miami |
| 2002        | 21,500           | Công viên Bayfront, Khu thương mại Miami |
| 2003        | 25,000           | Công viên Bayfront, Khu thương mại Miami |
| 2004        | 35,000           | Công viên Bayfront, Khu thương mại Miami |
| 2005        | 48,000           | Công viên Bayfront, Khu thương mại Miami |
| 2006        | 40,000+          | Công viên Museum, Khu thương mại Miami   |
| 2007        | 50,000           | Công viên Museum, Khu thương mại Miami   |
| 2008        | 70,000           | Công viên Museum, Khu thương mại Miami   |
| 2009        | 85,000           | Công viên Museum, Khu thương mại Miami   |
| 2010        | 93,000           | Công viên Museum, Khu thương mại Miami   |
| 2011        | 100,000          | Công viên Museum, Khu thương mại Miami   |
| 2012        | 165,000          | Công viên Bayfront, Khu thương mại Miami |
| *2013       | 330,000          | Công viên Bayfront, Khu thương mại Miami |
| 2014        | 165,000          | Công viên Bayfront, Khu thương mại Miami |
| 2015        | 165,000          | Công viên Bayfront, Khu thương mại Miami |
| 2016        | 165,000          | Công viên Bayfront, Khu thương mại Miami |

Các số liệu tham dự cho thấy tổng số người tham dự trong suốt thời gian của lễ hội.
* Số người tham dự năm 2013 phản ánh số người tham gia Lễ Kỷ niệm 15 năm Ultra Music Festival được tổ chức trong 2 tuần.

## Ultra Worldwide
Vào năm 2008, Ultra bắt đầu tổ chức Ultra Worldwide — bắt đầu với Ultra Brasil, được tổ chức tại São Paulo, Brasil, và chuyển tới Rio de Janeiro năm 2016. Kể từ đó, Ultra đã ra mắt các liên hoan trên khắp thế giới tại Buenos Aires, Argentina (Ultra Buenos Aires); Santiago, Chile (Ultra Chile); Seoul, Hàn Quốc (Ultra Korea); Johannesburg và Cape Town, Nam Phi (Ultra South Africa); Tokyo, Nhật Bản (Ultra Japan); Bali, Indonesia (Ultra Bali); Singapore, Singapore (Ultra Singapore); và Ibiza, Tây Ban Nha (Ultra Ibiza). Tháng 7 năm 2013, Ultra Worldwide tổ chức Ultra Europe, được biết tới với tên Destination Ultra, được tổ chức trong suốt một tuần trên khắp Croatia.
Năm 2012 bắt đầu sự kiện Road to Ultra, gồm 1 sân khấu đơn tổ chức trong ngày. Các sự kiện Road to Ultra đượcj tổ chức tại Thái Lan, Hàn Quốc, Nhật Bản, Đài Loan, Colombia, Paraguay, Puerto Rico, Ma Cao, Chile, Bolivia, và Peru. Năm 2016, Road to Ultra tổ chức tại Hong Kong lần đầu tiên, ở West Kowloon Cultural District.
Trong năm 2017 Ultra Miami thông báo rằng Ấn Độ và Úc sẽ là nơi tổ chức của Road to Ultra 2017. Tại Ấn Độ, Road to Ultra: India sẽ được tổ chức tại New Delhi trong suốt tháng 9 năm 2017 và Mumbai trong suốt tháng 2 năm 2018. Tại Úc, Road to Ultra: Australia sẽ được tổ chức ở Melbourne vào tháng 2 năm 2018. Cũng bao gồm trong thông báo này là sự ra mắt của Ultra China, một sự kiện 2 này được tổ chức ở Thượng Hải, Trung Quốc vào ngày 9–10 tháng 9 năm 2017.

## Giao thông vận tải và khách sạn
UMF thu hút hàng ngàn du khách từ khắp nơi trên thế giới. Hầu hết khách du lịch lưu lại khách sạn trong khu phố của Miami hoặc Brickell. Đây là lựa chọn thuận tiện nhất để tham dự lễ hội. Các khu phố phổ biến khác bao gồm Omni và Edgewater, cả hai đều là sự lựa chọn tốt, và từ đó đều có thể đi bộ đến Bayfront Park. Một số du khách có được chỗ ở của khách sạn ở South Beach. Tuy nhiên, có thể do vấn đề giao thông, tắc nghẽn, và các dịch vụ di chuyển tốn kém, làm cho nó là một lựa chọn ít phổ biến. Tuyến Metrobus S, C và 120 kết nối trực tiếp với South Beach.
Người tham dự Festival được khuyến khích không lái xe đến lễ hội, vì chỗ đậu xe rất khan hiếm và có thể rất tốn kém. Thay vào đó, hầu hết khách tham quan đi tàu điện ngầm Miami Metrorail hay Metrobus. Trạm Metrorail gần nhất là Trung tâm Chính phủ. Ngoài ra, Metromover cũng cung cấp phương tiện di chuyển miễn phí trong Downtown Miami và Brickell. Tính đến năm 2016, dịch vụ tàu điện và xe buýt đã được tăng thời gian chạy đến 2:00 sáng trong suốt thời gian Ultra Music Festival diễn ra.

## Giải thưởng và công nhận
| Năm  | Hạng mục                                | Giải thưởng                             |
| ---- | --------------------------------------- | --------------------------------------- |
| 2005 | Best Dance Event                        | International Dance Music Awards (IDMA) |
| 2006 | Best Dance Event                        | International Dance Music Awards (IDMA) |
| 2008 | Best Dance Event                        | International Dance Music Awards (IDMA) |
| 2008 | Best International Dance Music Festival | DJ Awards                               |
| 2009 | Best Music Event                        | International Dance Music Awards (IDMA) |
| 2010 | Best Music Event                        | International Dance Music Awards (IDMA) |
| 2011 | Best Music Event                        | International Dance Music Awards (IDMA) |
| 2016 | World's Best Festival                   | DJ Mag                                  |